# Mahmoodul Hassan
Mahmoodul Hassan (1924.) je bivši pakistanski hokejaš na travi. 
Na hokejaškom turniru na Olimpijskim igrama 1948. u Londonu je igrao za Pakistan, koji je osvojio 4. mjesto.
Nastupio je i na hokejaškom turniru na Olimpijskim igrama 1952. u Helsinkiju je igrao za Pakistan, koji je osvojio 4. mjesto.

## Vanjske poveznice
- Profil na Sports Reference.com  Arhivirana inačica izvorne stranice od 30. kolovoza 2009. (Wayback Machine)